# Delias hypomelas
Delias hypomelas är en fjärilsart som beskrevs av Rothschild och Jordan 1907. Delias hypomelas ingår i släktet Delias och familjen vitfjärilar. Inga underarter finns listade i Catalogue of Life.